# Sharina van Dort
Sharina van Dort (Zwolle, 18 oktober 1988) is een voormalig Nederlandse handbalster die voor het laatste uitkwam in de Nederlandse Eredivisie voor Wijhe '92. Vanaf januari 2019 is ze trainer-coach bij Wijhe '92.

## Onderscheidingen
- Linkerhoekspeelster van het jaar van de Eredivisie: 2010/11, 2011/12[3]